# Spirotropis
Spirotropis es un género de plantas de la familia Fabaceae con dos especies.
- Spirotropis candollei
- Spirotropis longifolia